# Agnostos Theos

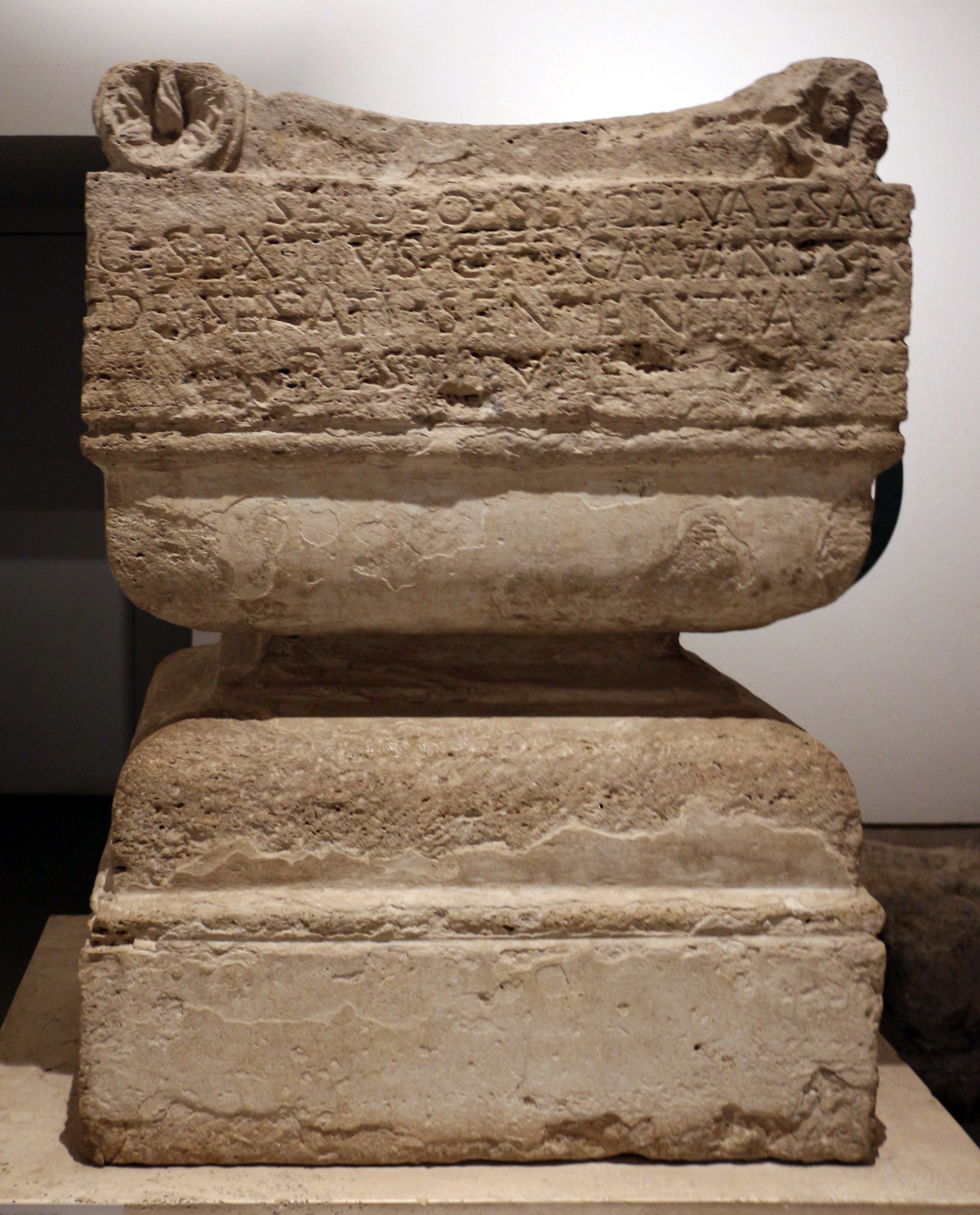
Autel du dieu inconnu, musée du Palatin, Rome.

Un agnostos theos (en grec Ἄγνωστος Θεός, « dieu inconnu ») ou un ignotus Deus est une divinité non identifiée que vénéraient les Grecs anciens et  plus tard les Romains, en supplément des douze dieux principaux et d'innombrables divinités mineures. Selon les Actes des Apôtres, c'est à son propos que Paul de Tarse a prononcé le discours de l'Aréopage à Athènes.

## Origine
Selon diverses sources antiques, il y avait à Athènes, soit un temple, soit au moins un autel votif dédié spécialement au "Dieu inconnu".
Ainsi lit-on dans la Vie d'Apollonius de Philostrate :

« Détester une divinité quelconque, comme Hippolyte détestait Vénus, ce n'est pas là ce que j'appelle de la sagesse ; il est plus sage de respecter tous les dieux, et surtout à Athènes, où il y a des autels élevés même aux dieux inconnus. »

De même, Pausanias, dans sa Description de la Grèce note :

« Les Athéniens ont à Munychie un autre port et un temple de Diane (Artémis) Munychia ; et à Phalère, comme je l'ai déjà dit, un troisième port, avec un temple de Cérès (Déméter) auprès. On y voit aussi un temple de Minerve (Athéna) Sciras; un peu plus loin, un temple de Jupiter (Zeus), et des autels érigés aux dieux inconnus, aux héros, aux fils de Thésée et à Phalérus, qui fit avec Jason le voyage de Colchos, disent les Athéniens. Androgée, fils de Minos, y a pareillement un autel qu'on nomme l'autel du héros, mais ceux qui cherchent à connaître mieux que les autres, les antiquités du pays, savent qu'il est dédié à Androgée. »

Le satiriste Lucien, dans son Philopatris fait jurer Critias « par le dieu inconnu qu'on adore à Athènes. »
Selon le récit de Diogène Laërce, c'est à Épiménide que l'on accorde la création de cet autel « au dieu inconnu » : 

« Les Athéniens, affligés de la peste, ayant reçu de l'oracle de Delphes l'ordre de purifier leur ville, envoyèrent un vaisseau en Crète, sous la conduite de Nicias, fils de Nicératus, pour en ramener Épiménide. Il s'embarqua dans la quarante-sixième olympiade, purifia la ville et fit cesser le fléau. Voici de quelle manière il s'y prit : Il choisit des brebis blanches et des brebis noires qu'il conduisit à l'Aréopage ; de là il les laissa aller à leur gré, en ordonnant à ceux qui les suivaient de les sacrifier aux divinités des lieux où elles s'arrêteraient. Ainsi cessa la peste. Aujourd'hui encore on rencontre, dans les différents dèmes de l'Attique, des autels sans nom élevés en mémoire de cette expiation. »

## Rapport au christianisme

### Le discours de Paul à Athènes

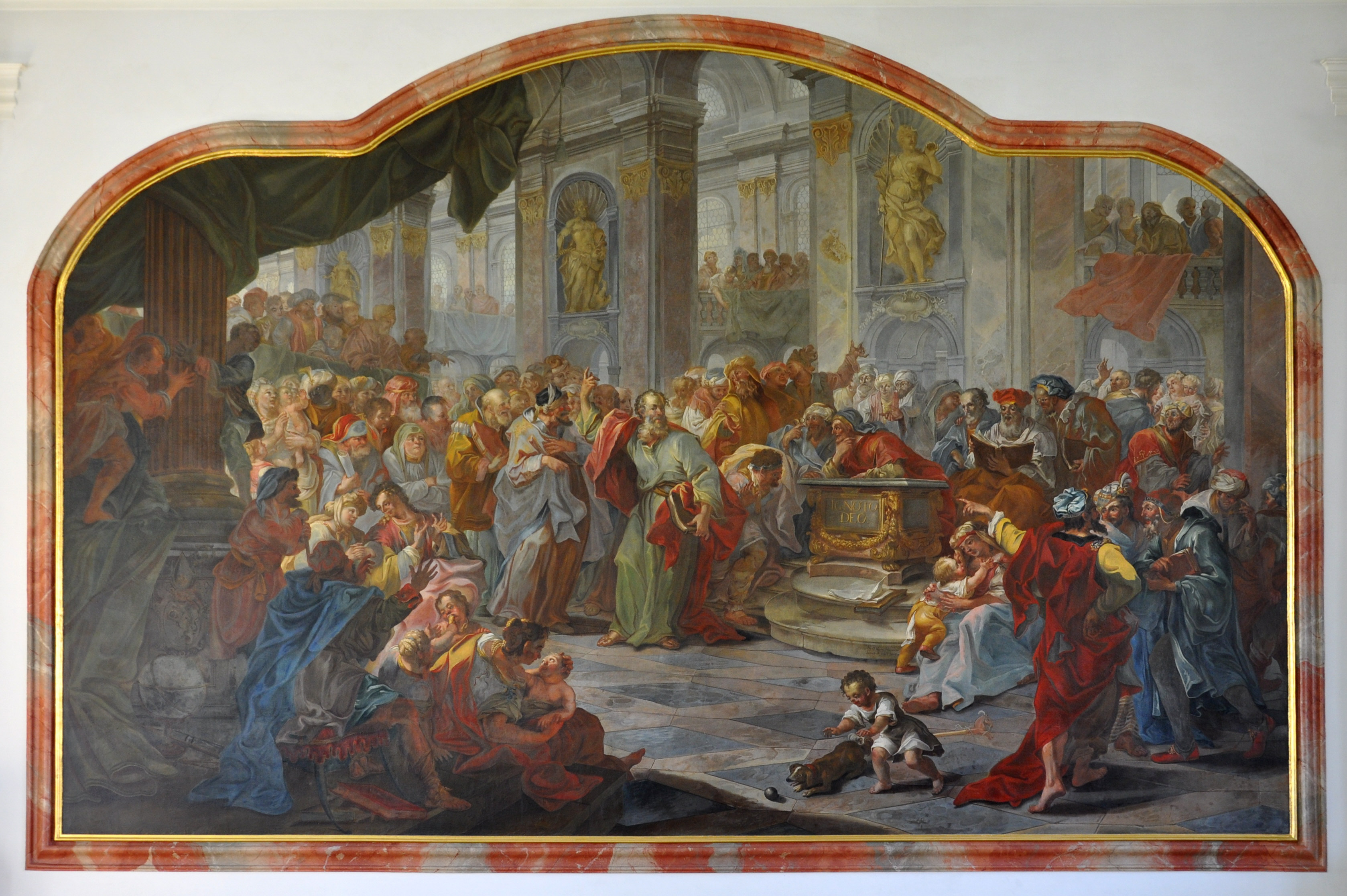
Le Discours de l'Aréopage, par Franz Georg Hermann (1729). L'autel au « dieu inconnu » se trouve au centre du tableau, avec l'inscription Ignoto Deo.

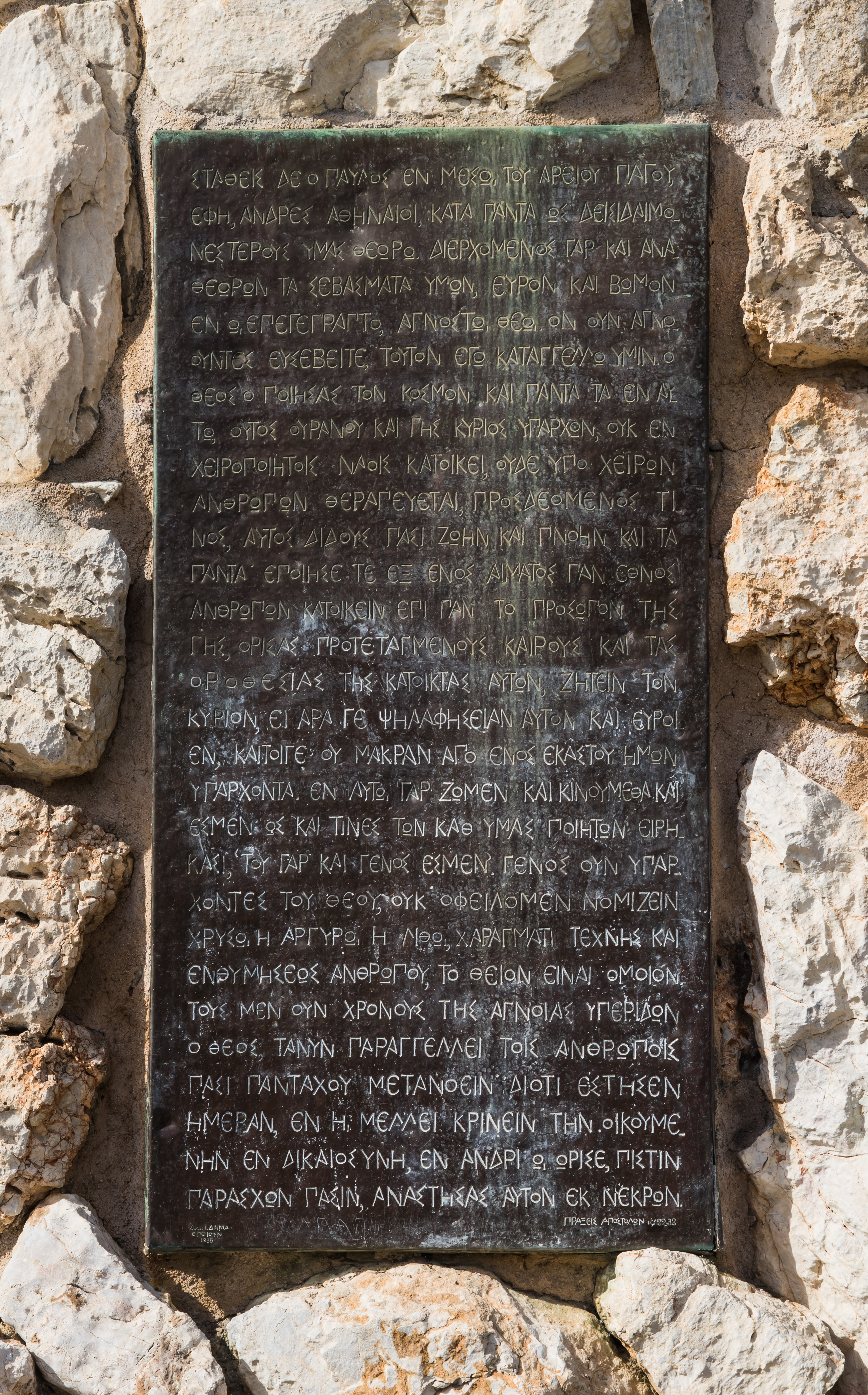
Sur la colline de l'Aréopage à Athènes, plaque en bronze portant le texte en grec du discours de Paul "au Dieu inconnu" tel que relaté dans les Actes des Apôtres (17:22-31).

Le livre des Actes des Apôtres rapporte que lorsque l'apôtre Paul visita Athènes, il vit un autel dédié « au dieu inconnu » et qu'il en fit le thème du discours de l'Aréopage :

« 22Debout au milieu de l'Aréopage, Paul dit alors : “Athéniens, à tous égards vous êtes, je le vois, les plus religieux des hommes. 23Parcourant en effet votre ville et considérant vos monuments sacrés, j'ai trouvé jusqu'à un autel avec l'inscription : ‘Au dieu inconnu’. Eh bien ! ce que vous adorez sans le connaître, je viens, moi, vous l'annoncer. 24Le Dieu qui a fait le monde et tout ce qui s'y trouve, lui, le Seigneur du ciel et de la terre, n'habite pas dans des temples faits de main d'homme. 25Il n'est pas non plus servi par des mains humaines, comme s'il avait besoin de quoi que ce soit, lui qui donne à tous vie, souffle et toutes choses. 26Si d'un principe unique il a fait tout le genre humain pour qu'il habite sur toute la face de la terre; s'il a fixé des temps déterminés et les limites de l'habitat des hommes, 27c'était afin qu'ils cherchent la divinité pour l'atteindre, si possible, comme à tâtons et la trouver; aussi bien n'est-elle pas loin de chacun de nous. 28C'est en elle en effet que nous avons la vie, le mouvement et l'être. Ainsi d'ailleurs l'ont dit certains des vôtres : ‘Car nous sommes aussi de sa race’. 29Que si nous sommes de la race de Dieu, nous ne devons pas penser que la divinité soit semblable à de l'or, de l'argent ou de la pierre, travaillés par l'art et le génie de l'homme. 30Or voici que, fermant les yeux sur les temps de l'ignorance, Dieu fait maintenant savoir aux hommes d'avoir tous et partout à se repentir, 31parce qu'il a fixé un jour pour juger l'univers avec justice, par un homme qu'il y a destiné, offrant à tous une garantie en le ressuscitant des morts.” »

— Livre des Actes des Apôtres 17.22-31
Que l'apôtre Paul ait ou non connu la légende qui attribue à Épiménide la fondation de cet autel ne ressort pas de ce texte. Néanmoins, la phrase « En lui nous avons la vie, le mouvement et l'être » est un vers d'Épiménide, et « Car nous sommes aussi de sa race » est une citation d'Aratos de Soles.
Par ailleurs, en une autre occasion (Épître à Tite 1:12), Paul cite le « paradoxe d'Épiménide », l'attribuant au « prophète des Crétois. »

### Explications postérieures
Jérôme de Stridon, pretend que cet autel ne portait pas  « Au dieu inconnu  » , mais  « Aux dieux de l'Asie, de l’Europe et de l’Afrique ; aux « dieux inconnus et étrangers » et que l’Apôtre changea volontairement le pluriel en singulier afin que de montrer aux Athéniens qu'ils adoraient un dieu inconnu.
Théophylacte raconte d'une autre manière l'occasion de cet autel. Après une bataille que les Athéniens avaient perdue , un spectre leur apparut, et leur dit que c'était lui qui était cause du malheur qui leur était arrivé, et que c'était en haine de ce que, célébrant des jeux en l'honneur de tous les autres dieux , ils n'en faisaient point en son honneur : après cela il disparut sans dire son nom. Les Athéniens, pour réparer leur faute, érigèrent aussitôt un autel au dieu inconnu.
Enfin, Pierre Comestor, faisant dans son Histoire scolastique un lien avec la Lettre à Polycarpe de Denys l'Aréopagite, raconte que ce dernier séjournant à Alexandrie remarqua l'éclipse de soleil qui arriva contre nature à la mort du Sauveur, en conclut que quelque dieu inconnu souffrait; et n'en pouvant alors savoir davantage, érigea, à son retour à Athènes l'autel au Dieu inconnu, qui donna occasion à saint Paul de faire à l'Aréopage le discours que rapportent les Actes des Apôtres.

## La question de la dédicace
On aura noté que le récit de Diogène Laerce parle d'autels « sans nom » alors que, selon le récit des Actes des Apôtres on s'attendrait à ce que ces autels portent en dédicace  à un  « dieu inconnu  ».
Toutefois le discours de l'Apôtre peut tout à fait désigner un autel (tel que l'on en a retrouvé à Rome) portant une dédicace, mais sans mentionner le nom de la divinité à laquelle l'autel est dédié, le dieu anonyme alors vénéré restant "inconnu".
L'explication de St Jérôme, plausible en ce qui concerne l'éventualité de l'existence de tels autels, peut sembler en accord avec les textes de Pausanias et Philostrate. Ces textes cependant n'impliquent pas qu'il y ait eu plusieurs autels dédiés chacun "à des dieux inconnus", mais qu'il y avait plusieurs autels, qui pouvaient tout à fait être chacun dédié à un dieu "inconnu" ou anonyme, et que donc tous désignent un Dieu spécifique, différent.
Enfin, on notera que Lucien parle précisément d'un dieu inconnu, au singulier en accord avec le récit biblique.